# Reyer Venezia 1958-1959
Questa voce raccoglie le informazioni riguardanti la Reyer Venezia nelle competizioni ufficiali della stagione 1958-1959.

## Stagione
La Reyer Venezia disputa il campionato di Serie A Elette  terminando al'10º posto (su 12 squadre). 

## Rosa 1958-1959
- Donega
- Vito Toso[1]
- Bruno Montesco
- Carli
- Moscheni
- Giancarlo Minetto
- Pietro Girardo[2]
- Dario
- Renzo Vincenti
- Errico
- Ezio Lessana
- Bruno Del Zotto[3]

Allenatore:
- Gigi Marsico poi Giulio Geroli[4]